# West Glens Falls
West Glens Falls – jednostka osadnicza w Stanach Zjednoczonych, w stanie Nowy Jork, w hrabstwie Warren.